# 約翰·基茨哈伯
約翰·基茨哈伯（John Kitzhaber；1947年3月5日—）是美國的一位政治人物和醫師。在1995年至2003和2011年至2015年期間，約翰·基茨哈伯擔任俄勒岡州州長職務。他的黨籍是民主黨。基茨哈伯是俄勒岡州歷史上任職期間最長的州長。